# Inishark
Inishark oder Inishshark (irisch: Inis Airc; deutsch „Insel des Meerungeheuers“) ist eine kleine, seit 1960 unbewohnte Insel vor der Westküste der Republik Irland im County Galway. Die baumlose Insel liegt weniger als 1000 Meter westlich der größeren Nachbarinsel Inishbofin.
1841 hatte die Insel noch 208 Einwohner und vor der Evakuierung von 1960 noch 26. Die letzten Familien wurden nach Fountain Hill in der Nähe von Claddaghduff, bei Clifden umgesiedelt. Ein Haus wird noch von Fischern genutzt. Am Anlegeplatz ist ein kleiner Friedhof. Vor mehr als 6000 Jahren kamen die ersten Menschen auf die Insel.

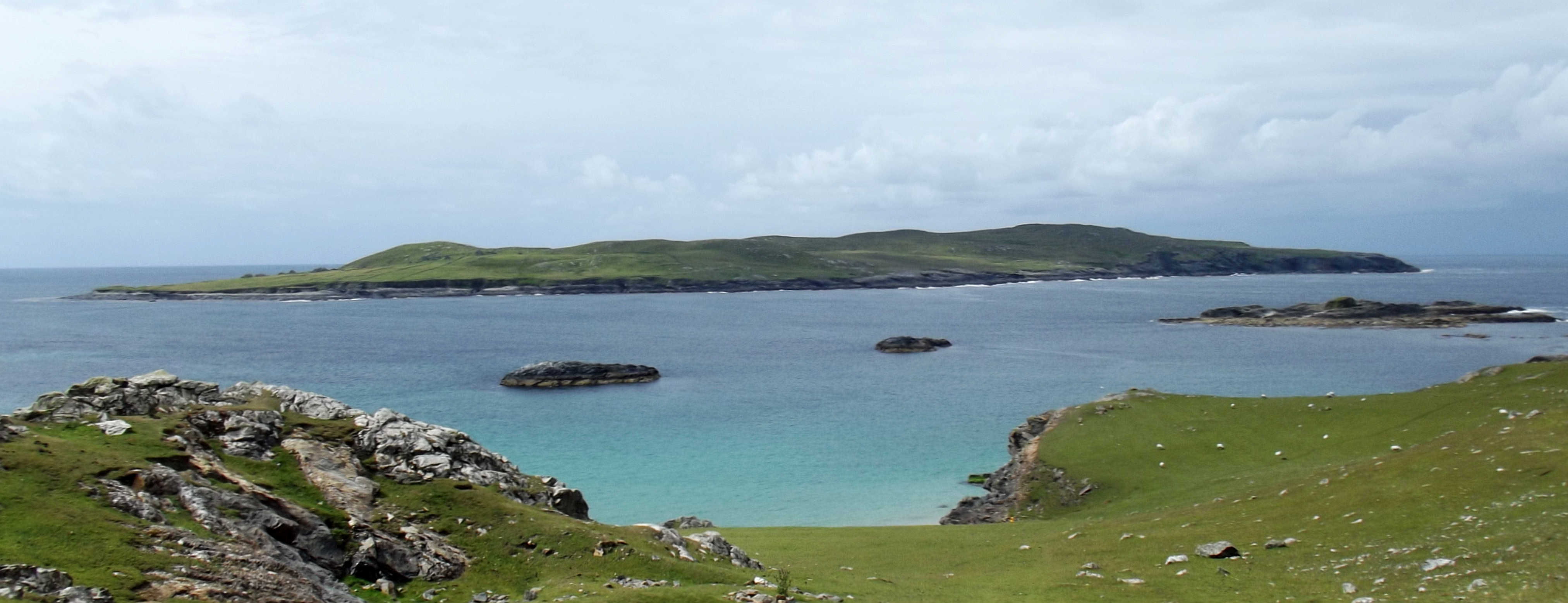
Inishark

## Beschreibung
Die Insel ist 2,6 km lang von Ost nach West, und maximal 1,4 km breit, bei einer Fläche von 2,49 km².

## Sehenswürdigkeiten
- St Leo‘s Chapel ist eine aufgegebene Kapelle aus dem 19. Jahrhundert, die über der früheren Kapelle „Teampaill Leo“ errichtet wurde, die mit dem Heiligen der Insel in Verbindung gebracht wird. In Leo’s Cove oder Fó Leo (Fó bezeichnet eine kleine Bucht) ist eine heilige Quelle.
- Clochan Leo, eine zerstörte Steinhütte mit Spuren einer runden Einhegung, wird dem Heiligen "Leaba Leo" zugeschrieben. Das Bett oder Grab des Heiligen scheint der kleine Hügel nordöstlich der Hütte zu sein.
- Ein zerstörter Clochán gab der kleinen Bucht Fó Chlochain den Namen. Nahe dabei liegt "Poll ant tSéidte" ein Blasloch.
- Bei Dúinin sind Spuren eines Promontory Forts zu finden.
- "Aill an Chlai" am Südwestende von Inishark ist ein etwa 460 m langer Wall, zwischen den Höhlen "Aill na nUibheacha" an der Nordwestseite und "Fó Duilisc" im Südosten, der das Südwestende der Insel abschneidet. Er bestand ursprünglich aus einem etwa vier Meter breiten Erdwall, der mit einer Trockensteinmauer verblendet war und erst später mit Steinen überdeckt wurde. Es gibt mehrperiodische Hüttenspuren im Bereich des Walls und eines Grabens. Während die Steinbedeckung aus dem 19. Jahrhundert stammen könnte, stammt der ursprüngliche Wall wahrscheinlich von einem Promontory Fort. Ein altes Feldsystem liegt im Südwesten.

## Flora
Gräser, Schwertlilien, Sumpfkratzdisteln, roter Klee und Moose bedecken Inishark und überall wächst Thymian.